# لنغثورب، بتربرو (كامبريدجشير)
لنغثورب، بتربرو (بالإنجليزية: Longthorpe, Peterborough)‏ هي قرية تقع في المملكة المتحدة في كامبريدجشير.